# جورج وير
جورج وير (بالإنجليزية: George Weir)‏ هو سياسي أسترالي، ولد في 21 أبريل 1903 في أستراليا، وتوفي في 4 يوليو 1956 في أستراليا. حزبياً، نشط في حزب العمال الأسترالي. وقد انتخب عضو الجمعية التشريعية نيو ساوث ويلز.